# Styloctetor lehtineni
Styloctetor lehtineni är en spindelart som beskrevs av Yuri M. Marusik och Andrei V. Tanasevitch 1998. Styloctetor lehtineni ingår i släktet Styloctetor och familjen täckvävarspindlar. Inga underarter finns listade i Catalogue of Life.